# 蒙古國—越南關係
蒙越关系（蒙古語：Монгол-Вьетнамын харилцаа, 越南语： Quan hệ Mông Cổ – Việt Nam）是指蒙古國和越南之間的雙邊關係。

## 歷史

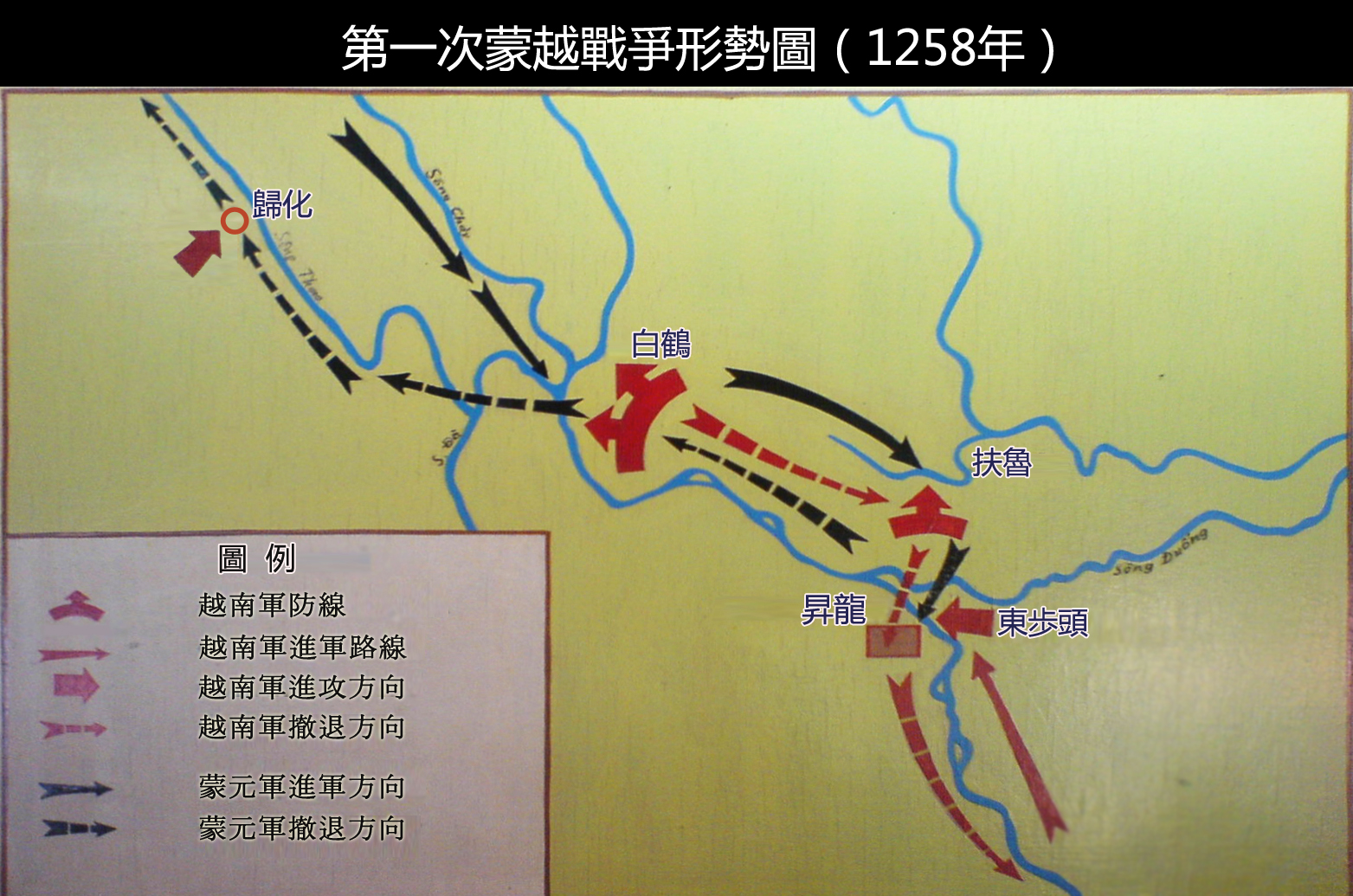
第一次蒙越之戰形勢圖。

蒙越關係在元朝時期曾為中越關係的一部分。1254年，蒙古攻滅大理国（今中國云南），并计划攻滅位于东南的大越（越南陈朝），从而对南宋形成包围之势。 1257年12月12日（阴历），蒙古军将领兀良哈台从云南率领三万大军入侵大越国的平厉原（Bình Lệ Nguyên）地区。陳太宗親行督戰。在陳朝將領陳守度、陳興道等的指揮下，蒙古軍隊大敗，被迫撤離越南。
戰事結束，越南陳朝願意向蒙古入貢。經過一番商討，1258年，黎輔陳與周博覽奉使到蒙古帝國，與蒙古帝國政府訂下協議，規定越南每三年向蒙古(元朝)進貢一次，並定為常例。
但在1279年，元朝攻滅宋朝统一中国大陸之后，忽必烈决心佔領陳朝。1282年陰曆八月，元朝右丞相唆都領兵五十萬，以征讨占城為藉口，預備侵越，但亦於1285年被越軍擊敗。1286年阴历二、三月間，元世祖敕令尚书省奥鲁赤、平章事乌马儿、大将张文虎调兵五十万，下令湖广制造战船三百艘，打算八月会师于钦州、廉州，并命令江浙、湖广、江西三行省的军队南侵越南，打算送陈益稷回越南，并立他为「安南国王」。第三次元越戰爭爆發。但元軍最終亦被越軍擊敗並被迫撤離。
1288年蒙古軍第三次侵越失敗後，元世祖忽必烈仍不希望就此終止對越戰爭。第二年，元帝仍打算向越南派兵，但因时间仓卒而未能继续。越南陳朝取得勝利後，隨即派出使者到元朝，請求按前例向元朝朝貢。忽必烈亦無心戀戰，應允和議，雙方便恢復過往的宗藩關係。
1293年（重興九年，三月改元興隆），元朝要求越南君主入朝，但被拒，忽必烈又再計劃出兵越南，設置「湖廣安南行省」，集合兵馬、軍糧，準備水陸並進南征，然而在1294年（興隆二年），忽必烈死，新繼位的元成宗下令罷征，兩國遂不再開戰。
陳朝中期，偶爾有越南民眾侵擾元朝邊境的事件。1313年（興隆二十一年）正月，有「交趾軍約三萬餘眾、馬軍二千餘騎」入侵鎮安州雲洞、祿洞、知洞、歸順州等地，同年四月又有「交趾世子」領兵入侵廣西養利州，焚燒官舍民居，殺害二千餘人，元仁宗派員到陳朝交涉，陳朝政府反駁這只是邊境盜賊所為，元廷加以警告，陳朝不予理會。1320年（大慶七年）十一月，有「交趾蠻儂志德」入寇元朝邊境上的脫零那乞等六洞，元廷命守將擊退。1326年（開泰三年）正月，有「安南國阮叩」入寇元朝思明路，元廷命湖廣行省調兵防備。1330年（開祐二年），有「廣源賊弗道閉」入寇元朝龍州羅回洞，龍州政府向陳朝交涉，陳朝不承認責任，認為事件只屬「邊吏生釁」，元朝湖廣行省只好加強龍州邊防。但大體而言，從蒙越戰爭結束到1368年（大治十一年）元朝覆亡，兩國政府尚能保持友好關係，陳朝多次遣使向元入貢通好。郭振鐸、張笑海歸納當時情況：「從1257年蒙古遣使如陳，與安南陳朝開始結交至1368年元朝亡國的一百一十一年中，元、陳興兵見戈的僅是1257年和1284年至1287年中的五年，雙方和平友好交往，則長達一百零六年之久。」

### 近現代的蒙越關係
1954年11月17日，蒙古人民共和國與越南民主共和國建交，蒙古是亞洲第三個承認胡志明政權的國家，僅次於中華人民共和國與北韓。越南戰爭期間，蒙古並未直接參與，但仍然支持北越並提供了100,000匹馬、牛和羊作為物資援助。蒙古也在戰爭結束後收留了一些越戰孤兒。
1992年蒙古宣布放棄社會主義後，兩國關係仍友好發展。兩國於2004年5月25日在烏蘭巴托簽署了鐵路運輸和科學技術合作協定。此外，兩國亦簽署了植物保護和檢疫法規，海關，健康和教育等領域相關的合作協定。

### 高層訪問

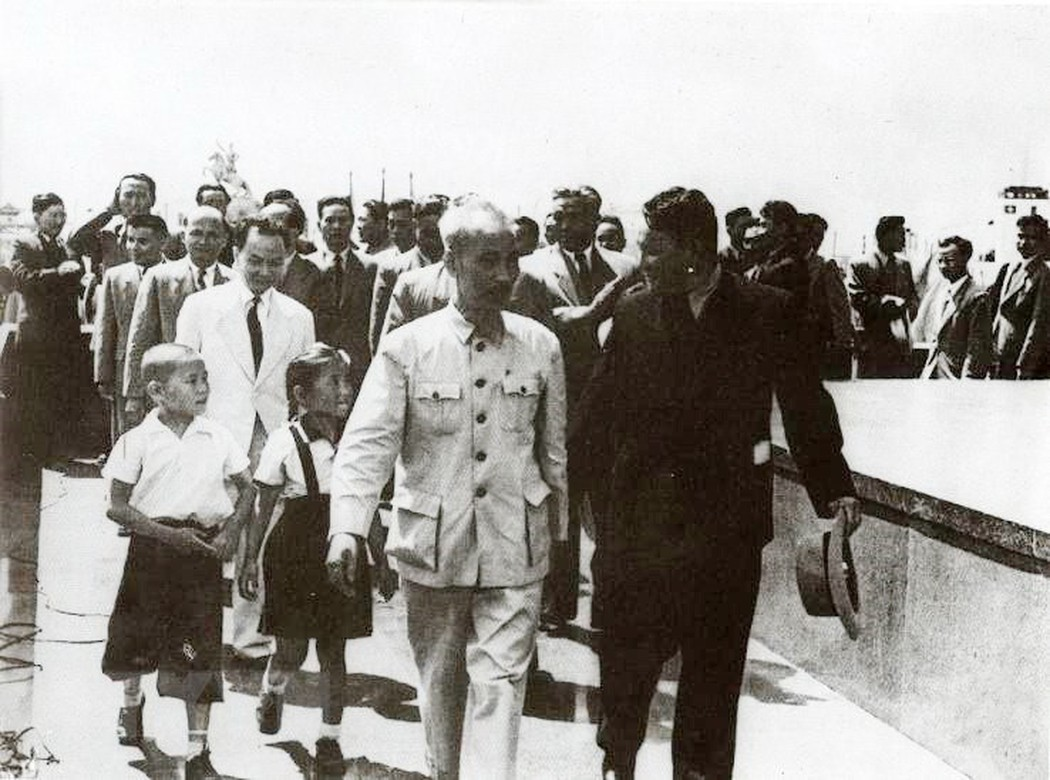
胡志明訪問蒙古。

越南访蒙
- 國家主席胡志明 (1955年)
- 國家主席陳德良 (2004年) [13]

蒙古访越
- 總統彭萨勒玛·奥其尔巴特 (1994年)
- 總統那木巴爾·恩赫巴亞爾 (2002年)
- 總統那楚克·巴嘎班迪 (2005年) [13]

### 外交代表機構
- 越南在烏蘭巴托設有大使館。

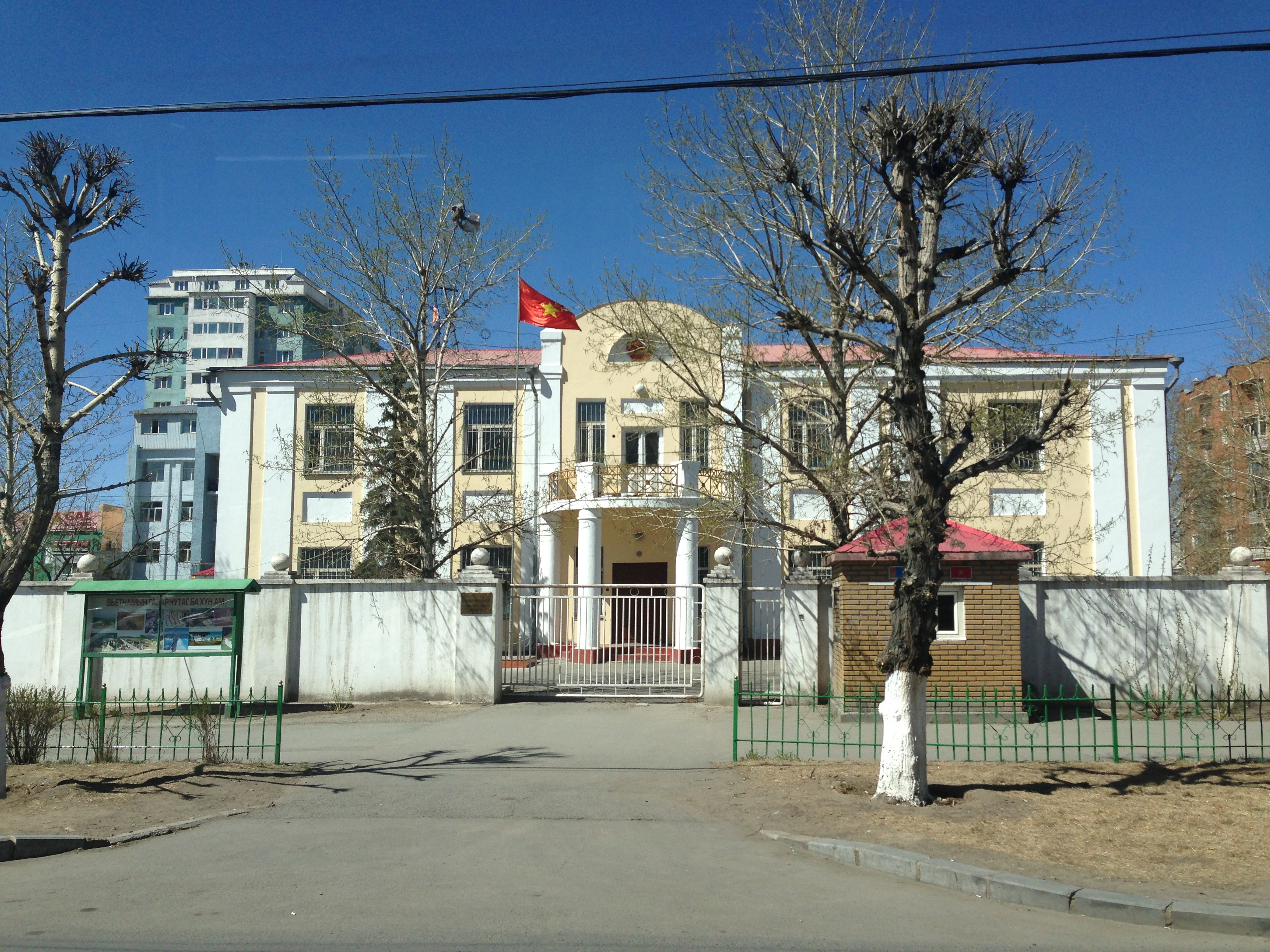
越南駐蒙古國大使館

- 蒙古国在河內設有大使館，並在胡志明市設有名譽領事館。

## 經貿關係
越蒙贸易合作关系於1958年確立。2007年，越南對蒙出口總額達570萬美元。蒙古主要从越南进口大米、咖啡、植物油、水产品等商品，越南則主要從蒙古進口煤炭、冷冻肉制品、皮革等商品。

## 交通

### 航空
2022年3月23日，蒙古国与越南开通直航：
| 越南 | 蒙古国               |
| ---- | -------------------- |
| 河内 | 乌兰巴托（蒙古航空） |